# Young Marble Giants
Young Marble Giants (укр. Молоді мармурові велетні) — валлійський пост-панк гурт, створений 1978 року в Кардіффі, Уельс, Велика Британія. Елісон Стеттон співала вокал, а брати Філіп та Стюарт Моксхеми грали мінімалістичну інструментальну музику. Їхнє раннє звучання різко контрастувало з агресивнішим панк-роком, який домінував у андеграунді того часу.
Young Marble Giants випустили лише один студійний альбом Colossal Youth 1980 року. Вони також випустили два мініальбоми та записали сесію з Джоном Пілом.

## Історія
Young Marble Giants утворилися з колишніх учасників гурту True Wheel. Більшість пісень гурту написав Стюарт Моксем. Звучання колективу характеризувалося яскравими басовими партіями Філа, ритм-гітарою Стюарта (Rickenbacker 425), електроорганними партіями Галанті та вокалом Стеттон.
На ранньому етапі існування гурта до нього також входив Пітер Джойс — двоюрідний брат Моксемів. Джойс був телефонним інженером, розбирався в електроніці та зробив власний синтезатор: він видавав звуки, подібні до синтезаторів Іно у ранній творчості гуртів Roxy Music і Kraftwerk, обидва з яких використовували схожу електроніку. Young Marble Giants використовували магнітофонні записи саморобної драм-машини Джойса, оскільки на той момент не бажали мати барабанщика. Їх також цікавили пристрої ефектів, такі як кільцеві модулятори та блоки реверберації, завжди з наголосом на простоту.
Вперше на вініл вони попали в LP-збірці Is the War Over? на лейблі Cardiff DIY, Z Block Records, у жовтні 1979 року. Після цього гурту уклав контракт із британським незалежним звукозаписним лейблом Rough Trade Records та випустили два мініальбоми, Final Day і Testcard, та студійний альбом Colossal Youth (відсилка на давньогрецькі мармурові статуї «Курос», з яких колектив взяв натхнення для назви). Обкладинка альбому була натхненна альбомом «Бітлз» With the Beatles.
Гурт гастролював Європою та Північною Америкою та грав у Берліні, Лос-Анджелесі, Сан-Франциско, Ванкувері та Нью-Йорку. Серед гастролерів був гурт Cabaret Voltaire. У вересні 1980 року грали на готичному рок-фестивалі Futurama в Лідсі.
На творчість колективу вплинули Eno, Kraftwerk, Ніг Янг, Лу Рід, The Velvet Underground, Roxy Music, Девід Бові, Can та інші. Стюарт Моксам шанував ранню творчість манчестерського гітариста Віні Рейлі та дуже цікавився даб-реггі. Гурт був знайомий зі Scritti Politti та підписав контракт із тим самим лейблом Rough Trade Records.
Young Marble Giants мали тривалий вплив на багато інших гуртів і артистів. У книзі «Journales» за 2003 рік виявили, що ця група, разом із Vaselines, була улюбленою в Курта Кобейна. Гурт Кортні Лав Hole зробив кавер на трек Young Marble Giants «Credit in the Straight World»; кавер-версію їхньої пісні «The Man Amplifier» включили як бі-сайд до синглу Magnetic Fields «Why I Cry». Сіднейський гурт Toys Went Berserk зробив кавер на пісню «Brand-New-Life» 1990 року. «Final Day» переспівали Belle and Sebastian так Galaxie 500. Оригінальний запис цієї пісні увійшов до списку The Pitchfork 500.

## Склад
- Елісон Стеттон — вокал
- Стюарт Моксем — гітара
- Філ Моксем — гітара
- Пітер Джойс — синтезатор

## Дискографія

### Студійні альбоми
- Colossal Youth (лютий 1980)
  - Досяг 3-го місця в інді-чарті Великої Британії (UK Indie Chart), 20-го місця в Новій Зеландії

### Мініальбоми
- Final Day (червень 1980)
  - Досягнув 6-го місця в UK Indie Chart
- Testcard EP (березень 1981)
  - Досягнув 2-го місця в UK Indie Chart

### Живі записи
- Peel Sessions (записаний 1980-го, випущений 1991-го)
- Live at the Hurrah! (2004)

### Альбоми-збірки
- Salad Days (2000)
  - Компіляція демо-версій пісень, випущених на Colossal Youth і Testcard

## Галерея

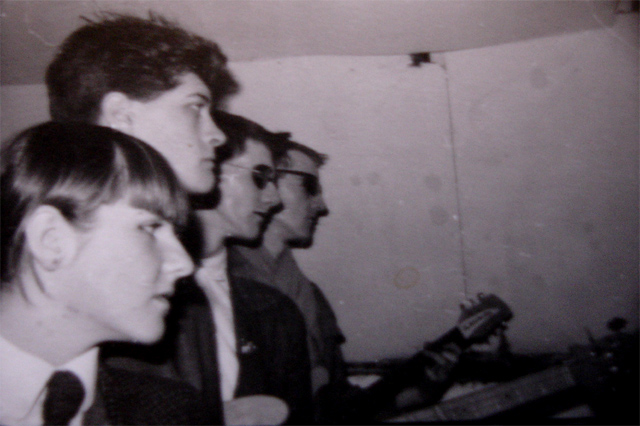
Елісон Стеттон, Пітер Джойс, Філ і Стюарт
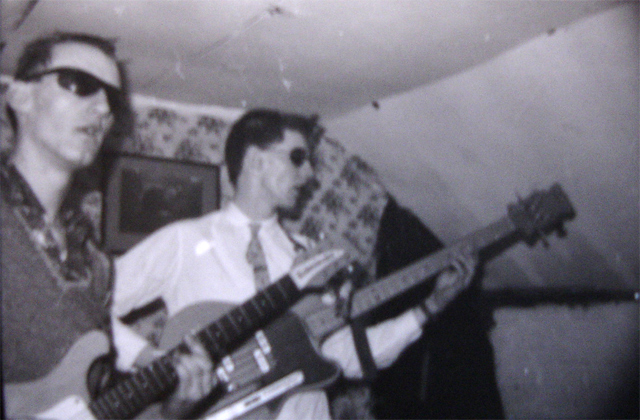
Стюарт із гітарою Rickenbacker, а Філ — Hayman Bass
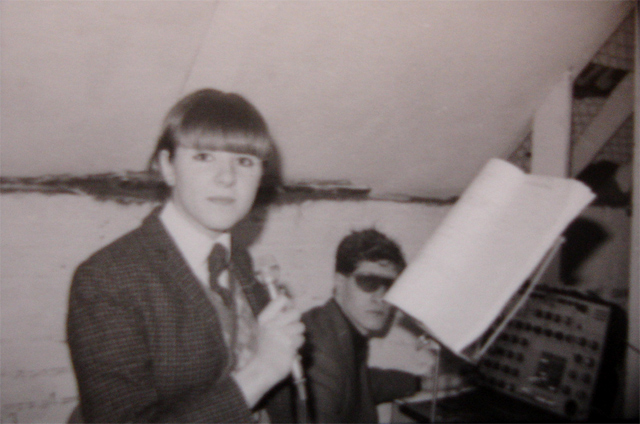
Елісон і Пітер із синтезатором
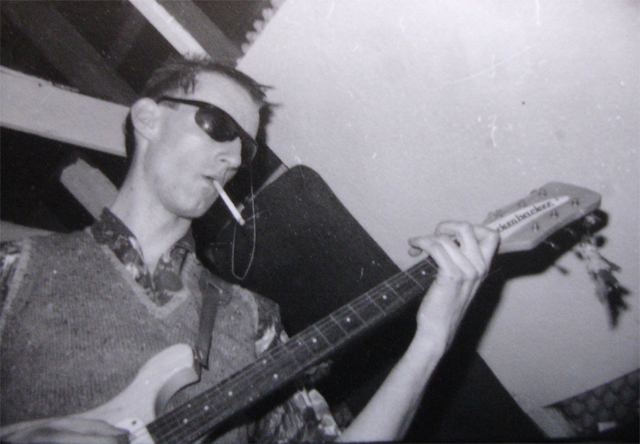
Стюарт із Rickenbacker
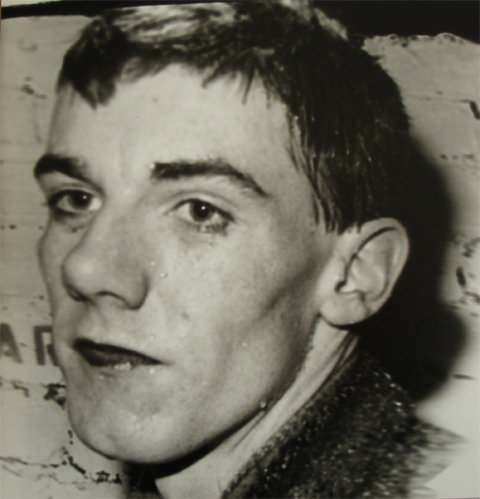
Філіп Моксам, 1978/79
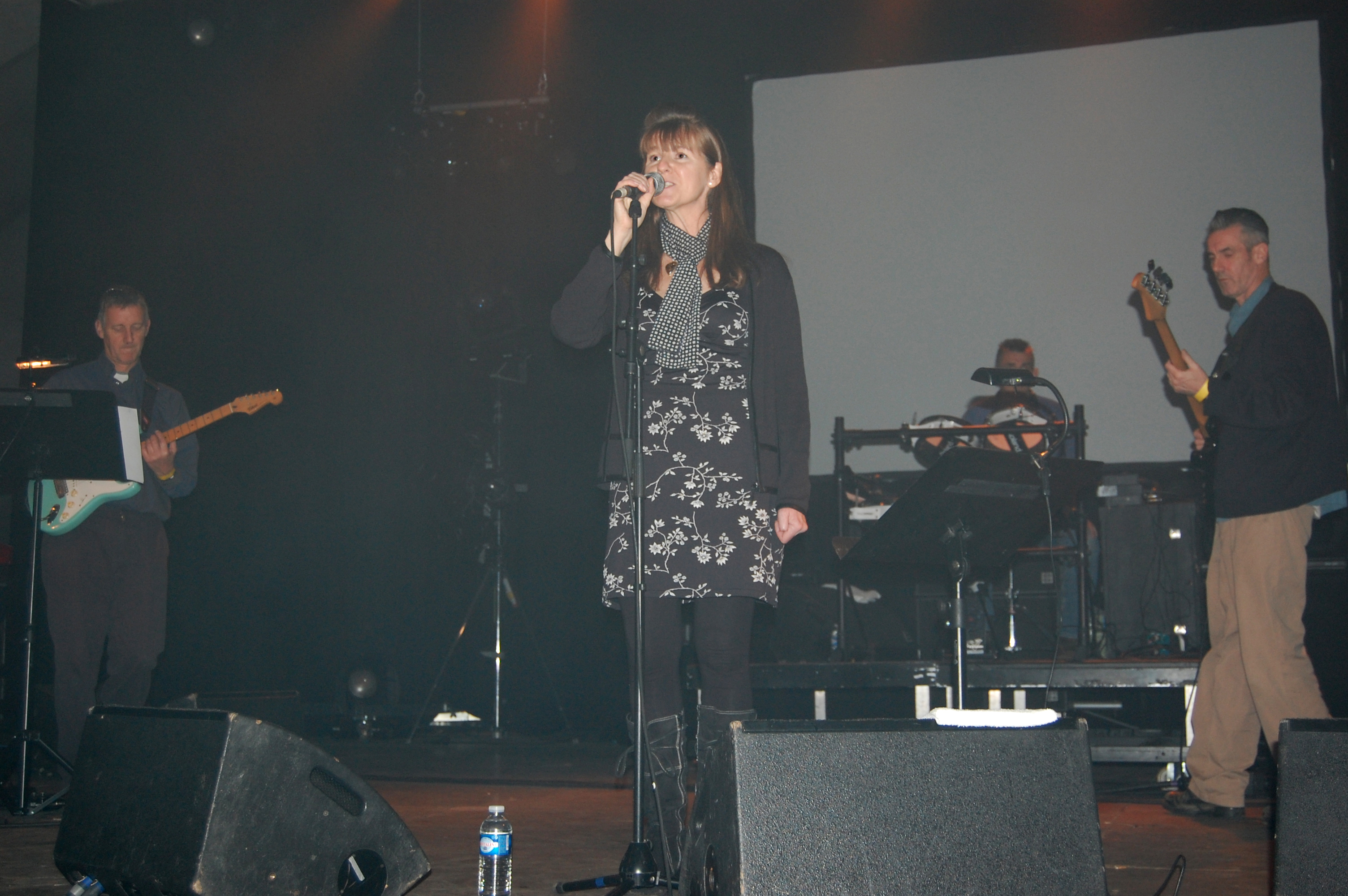
На Factory Festival, Нівель, Бельгія, 2008